# Stelle storicamente più luminose
Il Sole e tutte le altre stelle visibili descrivono orbite differenti intorno al centro della Via Lattea. Pertanto la loro posizione relativa cambia nel tempo e per le stelle più vicine questo movimento può venire misurato con una certa precisione. Se una stella si avvicina alla Terra la sua luminosità apparente aumenta; viceversa, se si allontana, diminuisce. Sirio è attualmente la stella più luminosa del cielo notturno, ma non lo è sempre stata: Canopo è stata per molto tempo la stella più luminosa del cielo, mentre altre stelle sono state occasionalmente più luminose di Canopo durante il periodo di tempo in cui si sono avvicinate maggiormente alla Terra. La tabella seguente elenca le stelle più luminose della volta celeste durante il periodo compreso fra gli ultimi e i prossimi 5 milioni di anni.
| Stella                   | Inizio Anno | Fine Anno  | Massimo Anno | Massimo magnitudine | Distanza al massimo (a. l.) | Distanza attuale | Magnitudine attuale |
| ------------------------ | ----------- | ---------- | ------------ | ------------------- | --------------------------- | ---------------- | ------------------- |
| Adhara (ε Canis Majoris) | ...         | -4 460 000 | -4 700 000   | -3,99               | 34                          | 430              | 1,50                |
| Mirzam (β Canis Majoris) | -4 460 000  | -3 700 000 | -4 420 000   | -3,65               | 37                          | 500              | 1,99                |
| Canopo (prima volta)     | -3 700 000  | -1 370 000 | -3 110 000   | -1,86               | 177                         | 310              | -0,72               |
| ζ Sagittarii             | -1 370 000  | -1 080 000 | -1 200 000   | -2,74               | 8                           | 89,1             | 2,60                |
| ζ Leporis                | -1 080 000  | -950 000   | -1 050 000   | -2,05               | 5,3                         | 70               | 3,55                |
| Canopo (seconda volta)   | -950 000    | -420 000   | -950 000     | -1,09               | 252                         | 310              | -0,72               |
| Aldebaran                | -420 000    | -210 000   | -320,000     | -1,54               | 21,5                        | 65               | 0,85                |
| Capella                  | -210 000    | -160 000   | -240 000     | -0,82               | 27,9                        | 42,2             | 0,08                |
| Canopo (terza volta)     | -160 000    | -90,000    | -160 000     | -0,70               | 302                         | 310              | -0,72               |
| Sirio (attuale)          | -90 000     | +210 000   | +60 000      | -1,64               | 7,8                         | 8,6              | -1,46               |
| Vega                     | +210 000    | +480 000   | +290 000     | -0,81               | 17,2                        | 25,04            | 0,03                |
| Canopo (quarta volta)    | +480 000    | +990 000   | +480 000     | -0,40               | 346                         | 310              | -0,72               |
| Menkalinan (β Aurigae)   | +990 000    | +1 150 000 | +1 190 000   | -0,40               | 28,5                        | 82,1             | 1,9                 |
| δ Scuti                  | +1 150 000  | +1 330 000 | +1 250 000   | -1,84               | 9,2                         | 187              | 4,72                |
| Eltanin (γ Draconis)     | +1 330 000  | +2 030 000 | +1 550 000   | -1,39               | 27,7                        | 154              | 2,36                |
| υ Librae                 | +2 030 000  | +2 670 000 | +2 290 000   | -0,46               | 30                          | 195              | 3,6                 |
| NR Canis Majoris         | +2 670 000  | +3 050 000 | +2 870 000   | -0,88               | 14                          | 280              | 5,6                 |
| ο Herculis               | +3 050 000  | +3 870 000 | +3 470 000   | -0,63               | 44                          | 346              | 3,83                |
| Albireo (β Cygni)        | +3 870 000  | ...        | +4 610 000   | -0,52               | 80                          | 390              | 3,18                |